# Comuna Vișeu de Jos, Maramureș
Vișeu de Jos (în maghiară: Alsóvisó, în germană: Unterwischau) este o comună în județul Maramureș, Transilvania, România, formată numai din satul de reședință cu același nume.

## Demografie
Componența etnică a comunei Vișeu de Jos
     Români (93,05%)
     Romi (3,18%)
     Alte etnii (0,19%)
     Necunoscută (3,57%)
Componența confesională a comunei Vișeu de Jos
     Ortodocși (87,78%)
     Adventiști (4,85%)
     Greco-catolici (2,03%)
     Penticostali (1,06%)
     Alte religii (0,44%)
     Necunoscută (3,84%)
Conform recensământului efectuat în 2021, populația comunei Vișeu de Jos se ridică la 5.212 locuitori, în creștere față de recensământul anterior din 2011, când fuseseră înregistrați 4.934 de locuitori. Majoritatea locuitorilor sunt români (93,05%), cu o minoritate de romi (3,18%), iar pentru 3,57% nu se cunoaște apartenența etnică. Din punct de vedere confesional, majoritatea locuitorilor sunt ortodocși (87,78%), cu minorități de adventiști (4,85%), greco-catolici (2,03%) și penticostali (1,06%), iar pentru 3,84% nu se cunoaște apartenența confesională.

## Politică și administrație
Comuna Vișeu de Jos este administrată de un primar și un consiliu local compus din 13 consilieri. Primarul, Gavrilă Șimon[*], de la Partidul Național Liberal, este în funcție din 2012. Începând cu alegerile locale din 2024, consiliul local are următoarea componență pe partide politice:
|  | Partid                    | Consilieri | Componența Consiliului | Componența Consiliului | Componența Consiliului | Componența Consiliului | Componența Consiliului | Componența Consiliului | Componența Consiliului |
|  | ------------------------- | ---------- | ---------------------- | ---------------------- | ---------------------- | ---------------------- | ---------------------- | ---------------------- | ---------------------- |
|  | Partidul Național Liberal | 7          |                        |                        |                        |                        |                        |                        |                        |
|  | Partidul Social Democrat  | 5          |                        |                        |                        |                        |                        |                        |                        |
|  | Uniunea Salvați România   | 1          |                        |                        |                        |                        |                        |                        |                        |

## Personalități născute aici
- Gavril Coman (1883 - 1952), delegat în Marea Adunare Națională de la Alba Iulia;
- Gheorghe Bodo (1923 – 2004), fotbalist.